# Doňov
Doňov (en allemand : Donow) est une commune du district de Jindřichův Hradec, dans la région de Bohême-du-Sud, en République tchèque. Sa population s'élevait à 82 habitants en 2020.

## Géographie
Doňov se trouve à 7 km au nord-ouest de Kardašova Řečice, à 19 km à l'est-nord-est de Jindřichův Hradec, à 35 km au nord-est de České Budějovice et à 132 km au sud-sud-est de Prague.
La commune est limitée par Přehořov au nord, par Dírná et Záhoří à l'est, par Újezdec au sud et par Zlukov, Řípec et Soběslav à l'ouest.

## Histoire
La première mention écrite de la localité date de 1402.